# A Mari Usque Ad Mare

Tiêu ngữ trong quốc huy Canada năm 1921

A Mari Usque Ad Mare (tiếng Anh: From Sea to Sea; tiếng Pháp: D'un océan à l'autre; tiếng Latinh: A Marī Ūsque Ad Mare; tiếng Việt: Từ biển này đến biển kia) là tiêu ngữ quốc gia của Canada. Cụm tiêu ngữ xuất phát từ bản dịch Vulgata bằng tiếng Latinh của Thi thiên 72:8 trong Kinh Thánh:
"Et dominabitur a mari usque ad mare, et a flumine usque ad terminos terrae".
Bản dịch Tin Lành 1934: "Người sẽ quản hạt từ biển nầy tới biển kia, Từ sông cho đến cùng trái đất."

## Lịch sử
Cụm từ lần đầu tiên được sử dụng để biểu trưng cho Canada là bởi George Monro Grant, người từng là thư kí của Sandford Fleming, và một trưởng lão của Giáo hội Trưởng Nhiệm sử dụng nó trong các bài giảng đạo của mình. Chắt của ông ấy, Michael Ignatieff cho rằng Grant đã dùng cụm từ này trong lúc xây dựng đường Đường sắt Thái Bình Dương Canada. Việc sử dụng từ "dominabitur" có trong câu phản ánh việc đặt tên "Dominion of Canada" cho lãnh thổ mới này.
Tiêu ngữ lần đầu tiên được sử dụng chính thức vào năm 1906 dưới sự chấp thuận bởi Hội đồng Lập pháp của Saskatchewan. Cụm từ này đã được đề nghị cho tiêu ngữ quốc gia bởi Joseph Pope, sau là bởi Thứ Quốc vụ khanh, khi mà Quốc huy của Canada được thiết kế lại năm 1921. Pope từng là một thành viên của ủy ban bổ nhiệm bốn người bởi chính phủ liên bang để thiết kế lại quốc huy (các thành viên khác là Thomas Mulvey, A. G. Doughty và Thiếu tướng W. G. Gwatkin). Không có tiêu ngữ nào từng được đưa vào thiết kế ban đầu. Thiếu tướng W. G. Gwatkin đề xuất "In memoriam in spem" ("Trong kí ức, trong hy vọng") như một tiêu ngữ, nhưng đề nghị của Pope nhận được sự đồng thuận nhiều hơn. Các dự thảo thiết kế đã được phê chuẩn bởi Hội đồng vào ngày 21, tháng 4, năm 1921 bởi Tuyên ngôn Hoàng gia của Vua George V vào ngày 21, tháng 11, năm 1921.

## Sử dụng
Như là một phần của Quốc huy Canada, tiêu ngữ được dùng như là một dấu hiệu của chính phủ bởi các cơ quan chính phủ và sứ quán. Nó cũng có mặt trên tất cả các loại của Tiền giấy Canada, và trên trang bìa của Hộ chiếu Canada. Nó còn xuất hiện trong tất cả các tuyên bố của chính phủ liên bang.

## Đề nghị sửa đổi
Vào tháng 3 năm 2007, các đại diện của ba vùng lãnh thổ của Canada kêu gọi việc sửa đổi tiêu ngữ để phản ánh địa lý thiên nhiên rộng lớn của Canada, do Canada có đường bờ biển tiếp giáp Bắc Băng Dương, Đại Tây Dương, và Thái Bình Dương. Hai gợi ý cho tiêu ngữ mới là A mari ad mare ad mare (từ biển này đến biển kia sang biển nọ) và A mari usque ad maria (từ biển này tới những vùng biển khác). Phiên bản mở rộng của tiêu ngữ ("Từ biển này đến biển kia") được sử dụng trong các bài phát biểu và bài viết về Canada, đại diện cho các cư dân phía Bắc và sự phát triển đáng kể của vùng biển Bắc Canada, về mặt chính trị và kinh tế trong tương lai. Một cuộc thăm dò của Canwest Global cho thấy những người ủng hộ việc sửa đổi tiêu ngữ nhiều hơn phía đối lập với tỉ số ba chọi một, với một phần ba những người được hỏi bỏ phiếu trung lập.